# Azoreanischer Kälberkropf
Der Azoreanische Kälberkropf (Chaerophyllum azoricum) ist eine Pflanzenart aus der Gattung der Kälberkröpfe (Chaerophyllum) in der Familie der Doldenblütler (Apiaceae). Sie kommt nur auf den Azoren vor.

## Beschreibung

### Erscheinungsbild und Laubblatt
Der Azoreanische Kälberkropf ist eine ausdauernde krautige und kräftige Pflanze, die Wuchshöhen von etwa 60 bis 100 Zentimeter erreicht. Der etwas violett gefärbte Stängel ist kahl oder besitzt an den Knoten wenige und kurze Haare.
Die wechselständigen Laubblätter sind gestielt und besitzen eine Blattscheide. Die Blattspreite ist unpaarig gefiedert; der Abschnittrand ist unregelmäßig grob gesägt. Blattstiel, Blattspindel und Blattspreite sind oft dicht behaart. Nebenblätter sind nicht vorhanden.

### Blütenstand, Blüte und Frucht
Die Blütezeit liegt zwischen Mai und Juli. Die auf strahlig auseinanderlaufenden Stielen sitzenden Blüten stehen zu vielen in doppeldoldigen Blütenständen zusammen. Die Vorblätter sind groß und auffällig. Die Hülle fehlt oder besteht aus bis zu drei zurückgekrümmten, manchmal abfallenden Tragblättern.
Die mit Ausnahme der Fruchtblätter fünfzähligen Blüten sind radiärsymmetrisch. Die Kelchblätter fehlen. Die fünf freien und weißen Kronblätter sind zurückgekrümmt, ausgerandet und nicht bewimpert. Die fünf freien und fertilen Staubblätter bilden nur einen Kreis. Auf einem fast 1 Millimeter großen, kegelförmigen Griffelpolster stehen zwei spreizende Griffel.
Nur zwei Fruchtblätter sind zu einem unterständigen Fruchtknoten verwachsen. In jedem der zwei Fruchtfächer befindet sich nur eine sich zur Reife entwickelnde Samenanlage.
Die etwa 12 bis 15 Millimeter lange zweiteilige Spaltfrucht ist eine schmal-oval bis längliche und nur schwach geschnäbelte Klettfrucht. Sie besitzt einen Karpophor und deutliche Ölgänge.

## Vorkommen, Gefährdung und Schutz
Der Azoreanische Kälberkropf ist auf den Azoren endemisch und wächst auf den Inseln Flores, São Jorge, São Miguel und Pico an feuchten und geschützten Stellen in Höhenlagen über 700 Meter.
Diese Kälberkropf-Art ist selten, vom Aussterben bedroht und steht unter Naturschutz. Sie wurde vom Europarat 1979 in der Berner Konvention durch Listung in Anhang 1 der „streng geschützten europäischen wildlebenden Pflanzen und Tiere“ unter Schutz gestellt. Die Europäische Union führt sie in der Richtlinie 92/43/EWG (Fauna-Flora-Habitat-Richtlinie) in Anhang II als „Pflanzenart von gemeinschaftlichem Interesse, für deren Erhaltung besondere Schutzgebiete ausgewiesen werden müssen“.

## Taxonomie
Chaerophyllum azoricum wurde 1897 von William Trelease in Annual Report of the Missouri Botanical Garden, Band 8, Seite 116, erstbeschrieben.